# Templo de Edfu

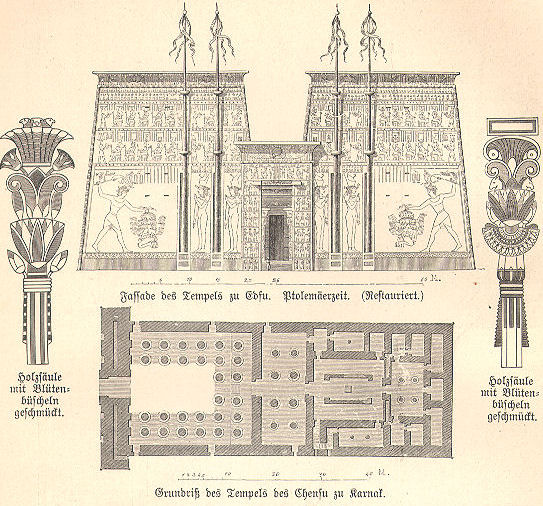
Fachada del templo de Edfu y planta del templo de Khonsu (grabado alemán de 1891).

El Templo de Edfu es un templo de Antiguo Egipto ubicado en la ribera occidental del Nilo en la ciudad de Edfu que durante el periodo grecorromano fue conocida como Apolinópolis Magna, dedicada al dios de los dioses, Horus-Apolo. Es el segundo templo más grande de Egipto después de Karnak y uno de los mejor conservados. El templo, dedicado al dios halcón Horus, fue construido durante el periodo helenístico entre 237 y 57 a. C. Las inscripciones en sus paredes proporcionan información importante sobre el lenguaje, la mitología y la religión durante el mundo grecorromano en Antiguo Egipto. En particular, sus textos inscritos sobre la construcción del templo "proveen detalles de su construcción y también conservan información sobre la interpretación mítica de este y otros templos como la Isla de la Creación". También existen "escenarios e inscripciones importantes del Drama Sagrado que relacionaron el conflicto antiquísimo entre Horus y Seth". Fueron traducidos por el Proyecto-Edfu alemán.

## Historia

### Antecedentes
La construcción de los templos por parte de los reyes ptolemaicos formaba parte de su actividad religiosa. Vivieron en Alejandría, una ciudad helenística distinta, introdujeron esta cultura en Egipto y, al mismo tiempo, también se aseguraron de preservar la cultura egipcia. Esta preservación se refleja en la adopción de la costumbre egipcia de los reyes ptolemaicos de casarse con sus hermanas y gobernar conjuntamente con su hermana-esposa, que también era de la familia real. Este gobierno conjunto resultó en luchas internas entre los hermanos que luego debilitaron la Casa de Ptolemaica.
Como parte de la adopción de la cultura egipcia, los reyes ptolemaicos construyeron nuevos templos para los dioses egipcios y restauraron templos antiguos. Los templos se construyeron conservando la tradición arquitectónica egipcia original. No eligieron nuevos sitios, sino que continuaron la antigua tradición de los templos antiguos a los mismos dioses que residían en estos sitios. Los reyes ptolemaicos también adoptaron la tradición egipcia de los antiguos faraones que decoraban los templos con sus figuras, y añadieron relieves en los templos en los que aparecen como faraones en escritura de Jartum , utilizando cartuchos para indicar sus nombres. También usaron el símbolo de la doble corona que simboliza la unión del Alto y el Bajo Egipto. El gobierno romano que reemplazó al gobierno ptolemaico continuó con la tradición de construir templos.
La adopción de las costumbres egipcias no cambió la naturaleza helenística de su gobierno. Con el tiempo, la influencia helenística se extendió hacia el sur también a través del matrimonio, creando una clase greco-egipcia privilegiada y educada. Sin embargo, los griegos siempre fueron una minoría privilegiada en el Egipto ptolemaico. Vivían bajo la ley griega, recibieron una educación griega, fueron juzgados en tribunales griegos y eran ciudadanos de ciudades griegas. Algunos de los reyes se dedicaron a una vida de ocio que provocó severas críticas por su conducta. Durante la época de Ptolomeo IV, aumentaron las fuerzas de los elementos egipcios no griegos, lo que finalmente condujo a una rebelión en el sur de Egipto en el año 206 a. C. Esta rebelión fue un precedente para futuras rebeliones de las generaciones posteriores. 

### Construcción
Edfu fue uno de varios templos construidos durante el periodo helenístico, incluyendo Dendera, Esna, Kom Ombo y File. Su tamaño refleja la relativa prosperidad del periodo. El templo actual, que fue empezado "el 23 de agosto de 237 a. C., inicialmente fue compuesto de un vestíbulo con pilares, dos vestíbulos transversales y un santuario rodeado por capillas". La construcción se empezó durante el reinado de Ptolomeo III y se terminó en 57 a. C. durante el reinado de Ptolomeo XII. Se construyó el templo en el emplazamiento de un templo más antiguo y pequeño, también dedicado a Horus, aunque la estructura previa estaba orientada este-oeste en vez de norte-sur como la actual. Un pilono en ruinas está situado justo al este del templo actual; se ha encontrado inscripciones que muestran un programa de construcción bajo los reinos del Imperio Nuevo Ramsés I, Seti I y Ramsés II. 
El templo de Edfu fue dedicado por Ptolomeo VIII el 10 de septiembre de 142 a. C. El frente fue edificado entre el 140 y 124 a. C. y la construcción de un patio circunscrito por una columnata y pilonos que tiene 36 m de altura tuvo lugar entre 116-71 a. C. Los pilonos albergan un intrincado sistema de escaleras y cámaras, que reciben la luz a través de ranuras dispuestas en la fachada. En el lado oriental del patio quedan restos de un pilono de Ramsés III, que está frente al embarcadero del Nilo.
Una naos de Nectanebo II, un resto del anterior edificio, se conserva en el interior del santuario, y permanece exento, mientras los demás santuarios del templo están rodeados por capillas nuevas.

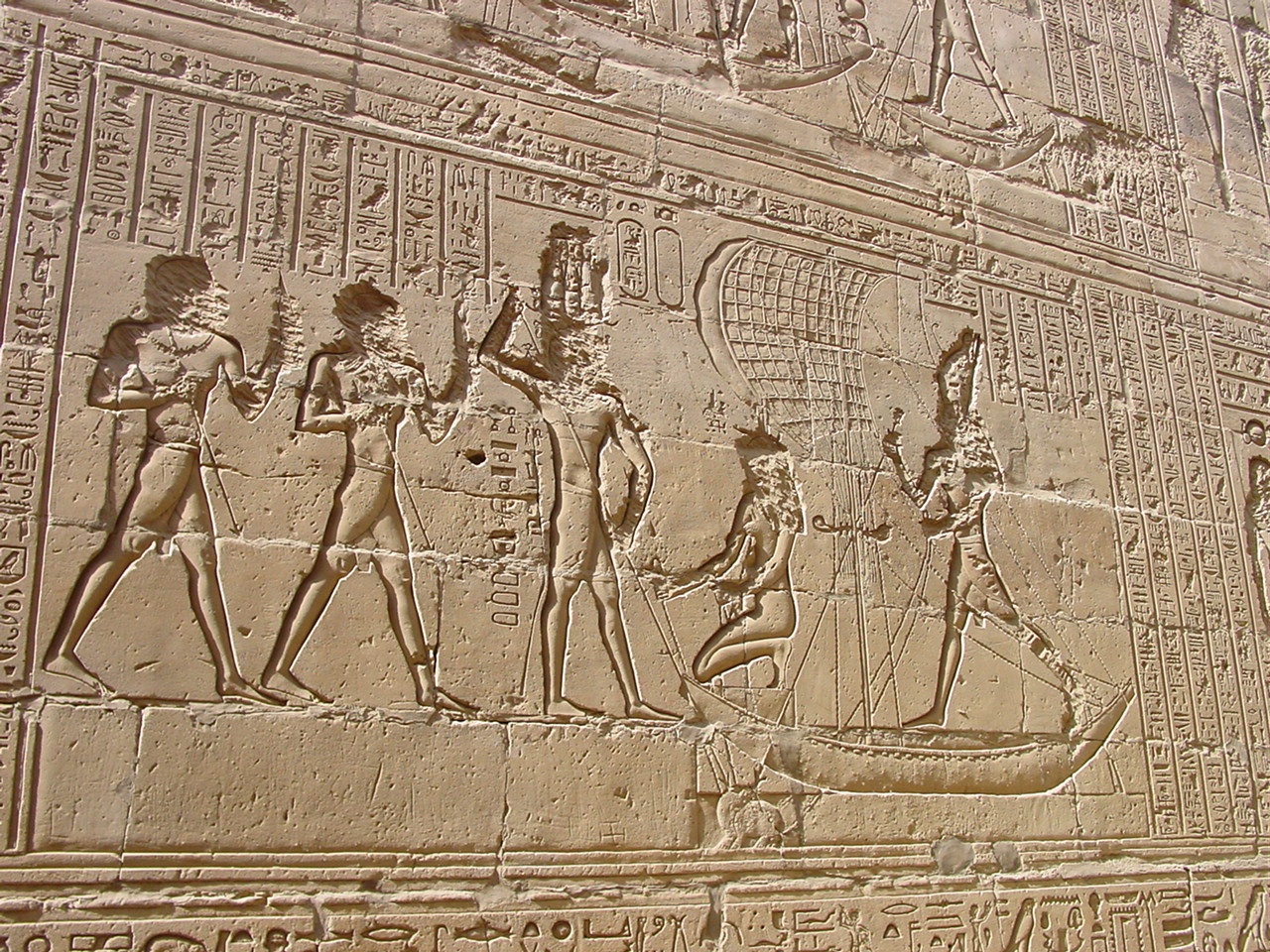
Relieves en las paredes del Templo de Edfu.

El templo de Edfu cayó en desuso como edificio religioso después del edicto de Teodosio I que prohibió el culto no cristiano dentro del Imperio romano en 391 d. C. Igual que en otros lugares, muchos de los relieves tallados del templo fueron arrasados por los cristianos que llegaron a dominar Egipto. Se cree que el techo ennegrecido del vestíbulo hipostilo, todavía visible, es resultado de los incendios provocados para destruir imágenes religiosas que en ese momento fueron consideradas paganas. 
Durante siglos, el templo quedó enterrado hasta una altura de doce metros, bajo la arena del desierto y las capas de lodo depositadas por el río Nilo. Los habitantes del lugar construyeron casas en el terreno del templo. Solamente quedaron visibles en 1798, las partes más altas de los pilonos del templo, cuando fue documentado por una expedición francesa. En 1860, el egiptólogo francés Auguste Mariette, empezó a liberar el templo de Edfu de arena.

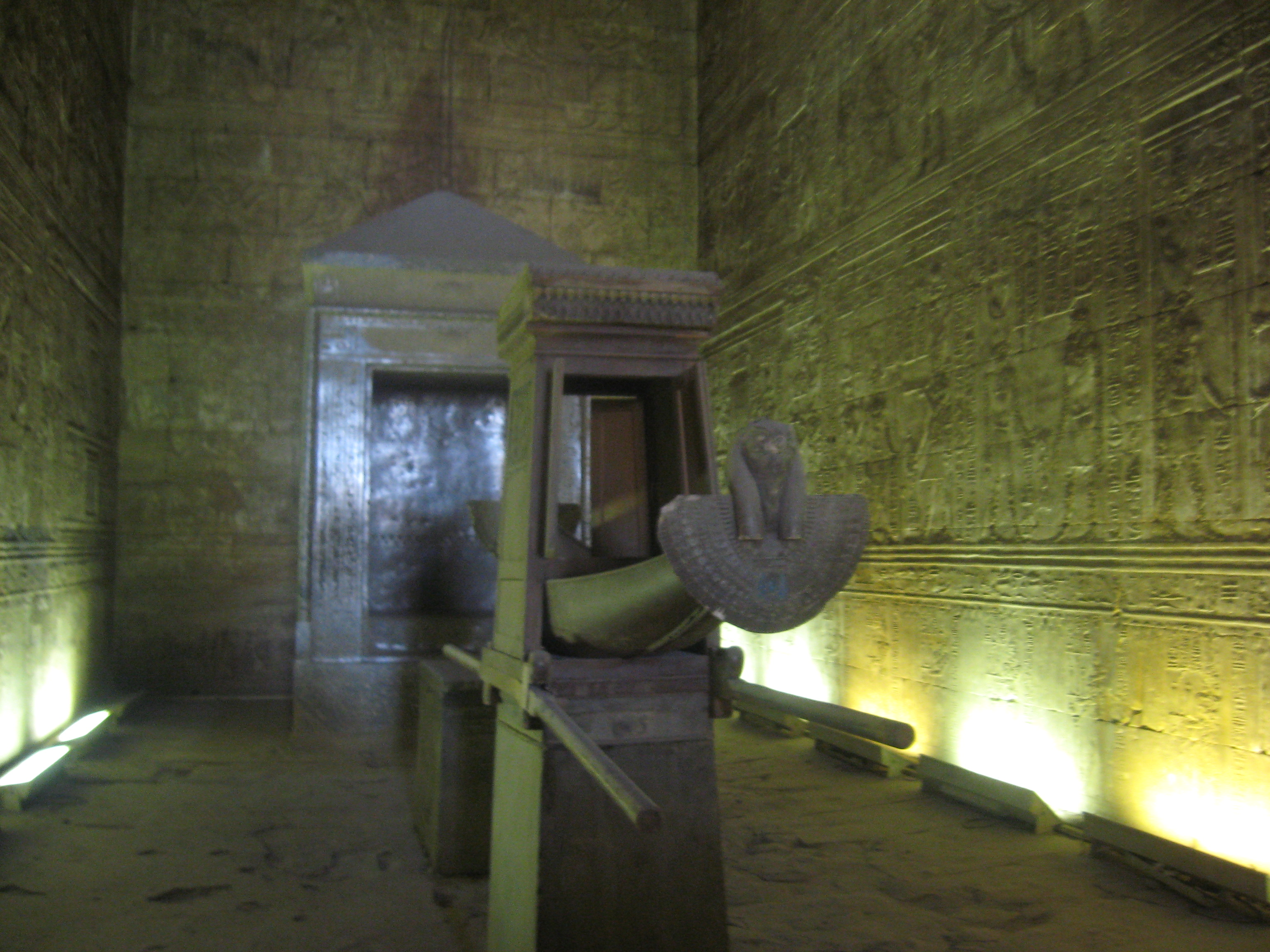
Sala de la barca sagrada del templo de Edfu.

Actualmente, Edfu está casi intacto y es el ejemplo mejor conservado de un templo del Antiguo Egipto. La importancia arqueológica y el grado de conservación del templo lo ha convertido en una atracción turística de Egipto y una parada frecuente para muchos barcos que hacen cruceros por el Nilo. En 2005, el acceso al templo fue renovado añadiéndose una oficina de información y un aparcamiento pavimentado. Un sistema de iluminación sofisticada fue añadido a finales de 2006 para permitir visitas nocturnas.

## Estructura del templo

Planta del templo de Edfu. a - pilón, b - entrada, c - gran patio, d - gran sala hipóstila, e - pequeña sala hipóstila, f - sala de ofrendas, g - la sala central que incluye h - el desvío y 9 - salas de culto, As - los pasillos entre las paredes exteriores de la sala central y la pared exterior del recinto.

A diferencia de la mayoría de los templos egipcios en el valle del Nilo, el Templo de Edfu no está construido perpendicular a la dirección del río. Su dirección general es de norte a sur. La longitud del templo es de 137 metros, su ancho es de 47 metros, frente al pilono tiene 79 metros de ancho. El templo cubre un área de 6.430 metros cuadrados. Su altura máxima alcanza los 36 metros, y se considera el pilón más alto entre los templos sobrevivientes en Egipto. El templo está construido de piedra arenisca y la entrada es a través de una puerta entre las dos torres del pilón. Desde la puerta de entrada se llega a un gran patio abierto rodeado por tres direcciones en una fila de columnas adyacentes a la pared exterior del patio. Desde el patio se entra en el gran hipóstilo que es el pronaeus, que incluye dos filas de columnas con seis columnas en cada fila, después de eso hay otro hipóstilo más pequeño, que incluye tres filas de columnas y cuatro columnas en cada fila. La siguiente sala es la sala de ofrendas que conduce a otra sala ubicada en el eje central del templo, dentro de la cual se encuentra el devir, la parte más sagrada del templo, así como diez salas de adoración.

### El pilón
El pilón incluye un complejo sistema de escaleras y espacios y tiene cuatro niveles. La luz se recibe de las aberturas en el frente del pilón. Las dos torres del pilón se diseñaron casi como imágenes especulares entre sí, tanto en los elementos arquitectónicos como en las escenas grabadas en el exterior del pilón. A ambos lados de la puerta de entrada hay dos estatuas de Horus en forma de halcón. Las grandes estatuas están hechas de piedra de granito negro, con el sombrero de doble corona que simboliza el Alto y el Bajo Egipto en la cabeza de la estatua de la derecha. En las bases de los pilones a ambos lados de la puerta de entrada hay escenas talladas que representan el "Festival del Hermoso Encuentro" donde el dios Horus de Edfu se une con la diosa Hathor del templo de Dendra. Encima del pilón hay descripciones de escenas de batalla del rey Ptolomeo XII castigando a sus enemigos ante el dios Horus. Frente al pilón, a ambos lados de la puerta, hay enchufes alargados que se usaban como dispositivo para banderas, dos enchufes en cada lado.

### El patio grande
Desde el pilón se accede al gran patio. La longitud del patio de sur a norte es de 49 metros y su ancho es de 42,6 metros de este a oeste. El patio estaba abierto al público, y allí se llevaban las ofrendas a Horus. El patio está pavimentado de manera similar al pavimento original, alrededor del patio desde tres direcciones al este, sur y oeste, una fila de columnas forma un pórtico cubierto estrecho y largo entre la pared exterior del patio y las columnas. En total, el patio está rodeado por 32 pilares. Las páginas están decoradas con títulos en forma de loto y goma de papiro. Las paredes interiores del patio dentro del corredor están cubiertas con varias escenas e inscripciones, incluidas inscripciones mitológicas que hablan sobre la fundación del templo. Uno de los textos más importantes es la historia de la lucha entre el dios Horus, que representaba el Alto Egipto, y su enemigo el dios Seth, que representaba el Bajo Egipto. Horus derrotó a su enemigo en la lucha.

### El gran hipóstilo
Desde el gran patio se accede al hipóstilo de estructura rectangular cuya dirección general es de este a oeste. La primera piedra para su construcción se colocó el 2 de julio de 140 a. C. durante el reinado de Ptolomeo VIII. A cada lado de la puerta de entrada hay dos estatuas adicionales de Horus en forma de halcón. La estatua de la izquierda también lleva sobre su cabeza la doble corona de los reyes de Egipto. La estatua de la derecha es relativamente pequeña. A ambos lados de la puerta de entrada a la sala en el muro sur hay dos cámaras "Lashka Kiddush" en el lado oeste donde el rey o el sumo sacerdote se vestía para el ceremonias sagradas. La segunda cámara en el lado este se usó para la biblioteca de escrituras del templo. La cámara estaba decorada con relieves de la diosa Sheshat, la diosa sabia del conocimiento y la escritura. Los relieves de esta sala que mostraban la deidad de Horus y la construcción del templo fueron desfigurados. La sala en sí contiene 12 grandes columnas en dos filas que sostienen el techo. La transición divide las dos líneas en tres páginas a cada lado. En las paredes laterales hay escenas que representan la ceremonia de fundación del templo. En el techo hay decoraciones de cuerpos celestes que representan el cielo. Esta parte del templo y el resto estaban cerradas al público en general. 

### El pequeño hipóstilo
De esta sala pasamos a una sala hipóstilo más pequeño. Esta sala también se llama "Sala de festivales". Este salón y los que le siguen forman parte del edificio más antiguo del templo. Su construcción la inició Ptolomeo III en el 237 a. C. y se completó después de 25 años durante el reinado de su hijo Ptolomeo IV. La sala también tiene 12 columnas que sostienen el techo y están dispuestas en tres filas, 4 columnas en cada fila con el pasaje en el medio. Sin embargo, es más angosto y más profundo. En el lado este de La habitación tiene una salida que conduce al nilómetro del templo y una pequeña sala de almacenamiento que se usaba para almacenar ofrendas líquidas. En el lado oeste hay una salida a otra sala de almacenamiento que almacenaba ofrendas sólidas. Otra puerta conducía a la sala donde se preparaba el incienso. Este salón estaba decorado con novia. El aire estaba perfumado con flores, mirra y hierbas aromáticas. Los aromas y perfumes se elaboraban según recetas que se escrito en las paredes de la habitación donde se preparó el incienso.

### Sala de las ofrendas
Más adelante está la sala de ofrendas que es una sala transversal que es un corredor a una sala grande "la sala central". A ambos lados de las paredes de la entrada a la sala de las ofrendas se representan con gran detalle los barcos sagrados de Horus y Hathor. Al este de la puerta de entrada a Dvir hay una puerta que conduce a un pequeño patio que conduce a una escalera que se usa para subir al techo. También en el lado oeste de la habitación hay un pasaje a una escalera al techo. Como en muchos templos egipcios, el techo se utilizó para diversas ceremonias religiosas. Durante el "Festival de Año Nuevo", la estatua de Horus, acompañada por dioses antiguos, fue llevada en un transportador sagrado por las escaleras hasta el techo donde se llevó a cabo la ceremonia.[13]Los relieves en las paredes de las dos escaleras describen el evento.[14]A diferencia de los restos del Templo de Dendra, los únicos restos en el techo son salas de almacenamiento que incluyen compartimentos ocultos.[15]Adyacente a la sala hay un patio de ofrendas abierto dentro del cual hay un pequeño

### El salón principal

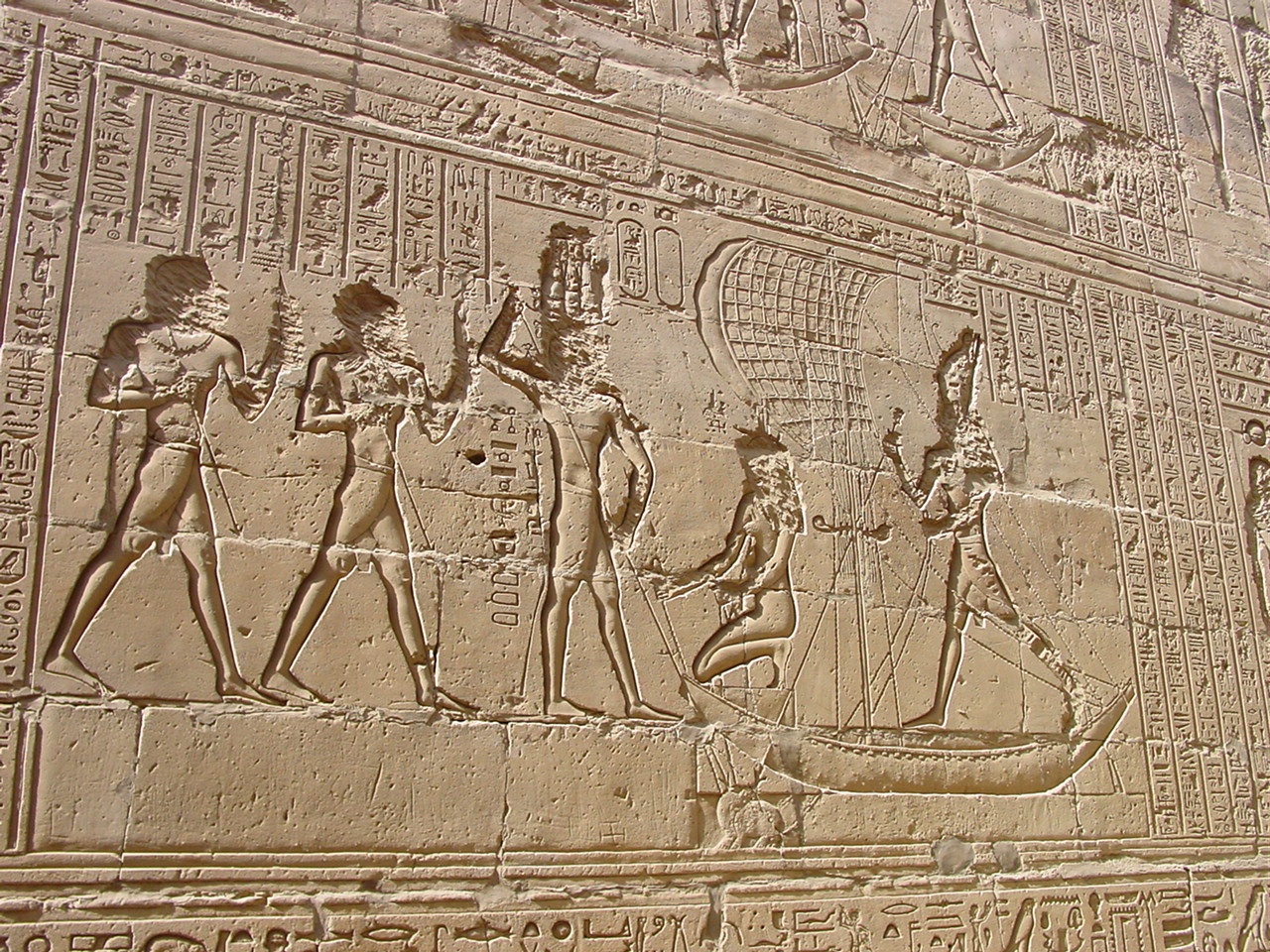
El rey Ptolomeo X, de pie en el barco, y Horus clavando una lanza en Seth, que representa a la madre del caos y el desorden, y aparece en forma de hipopótamo.

Desde la sala de ofrendas se ingresa a la sala central, dentro de la cual se encuentra el desvío y alrededor hay un corredor que conduce a diez salas de adoración. En esta sala estaba la estatua de Horus. Solo el sumo sacerdote podía entrar en esta habitación. Dentro del Devir HaNeos (an') que está hecho de una piedra monolítica de granito negro de 4 metros de altura con un cartucho grabado del rey Nekhtenbu II. Este es el elemento más antiguo del templo y es un remanente del antiguo templo que se encontraba allí. Nekhtenbu II reinó entre 342-360 aC, y fue el último rey de origen egipcio, y el último rey de la dinastía 30 de Egipto. Esta reliquia de un período antiguo dio continuidad al templo ptolemaico con el templo anterior.
La parte inferior de la pared derecha del devir es un retrato del rey Ptolomeo IV entrando en el devir y los dioses Hathor, Horus y sus dos padres pasaron por la diosa Ptolomeo III y Berenice II. Dentro del dvir sobre un pedestal bajo que se origina en un edificio anterior, se encuentra una réplica moderna de madera de un bote (barca), este es un dispositivo móvil en forma de bote que se usaba como vasija ritual cuya función era llevar al dios. La réplica da una idea de cómo era el barco en el pasado y cuál era su tamaño.

## Significancia religiosa
El templo de Edfu es el templo más grande dedicado a Horus y Hathor de Dendera. Fue el centro de varias fiestas sagradas dedicadas a Horus. Cada año, "Hathor viajaba al sur de su templo en Dendera para visitar a Horus en Edfu, y este acontecimiento que marcaba el matrimonio sagrado era la ocasión para una gran fiesta y peregrinación".

## Galería de imágenes

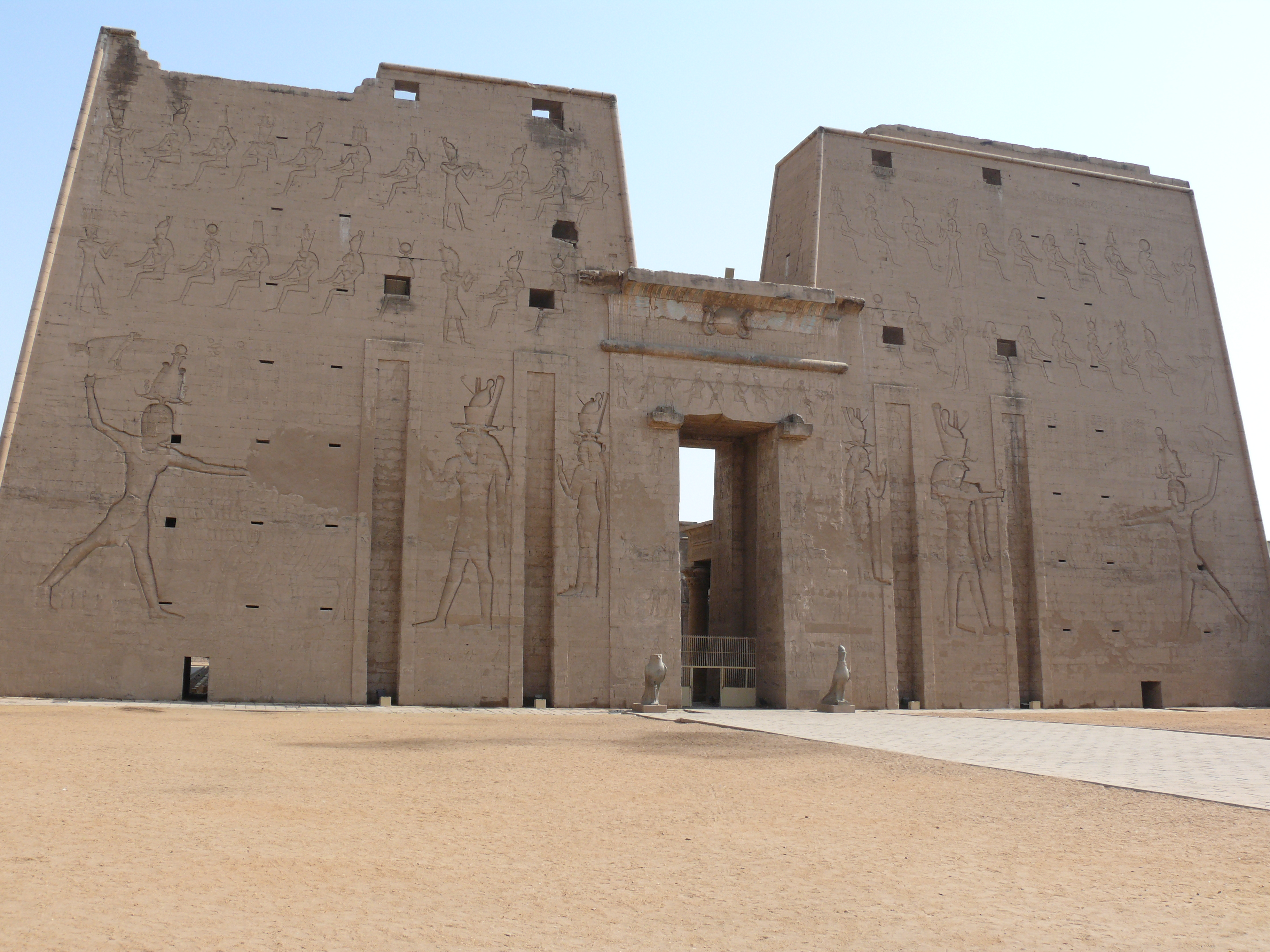
Llegada al Templo de Edfu. Pilonos del Templo.
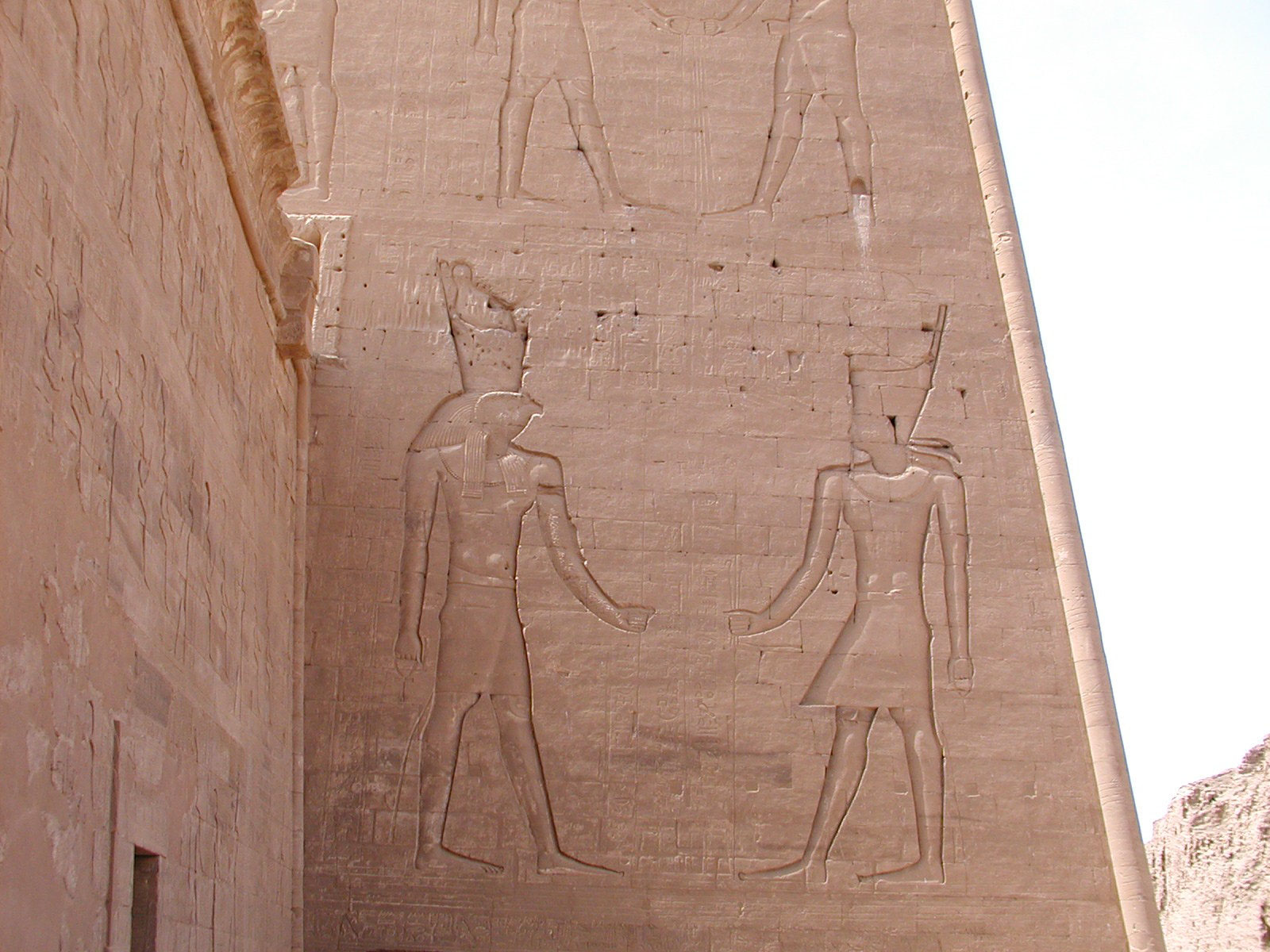
La parte trasera izquierda del pilono del Templo.
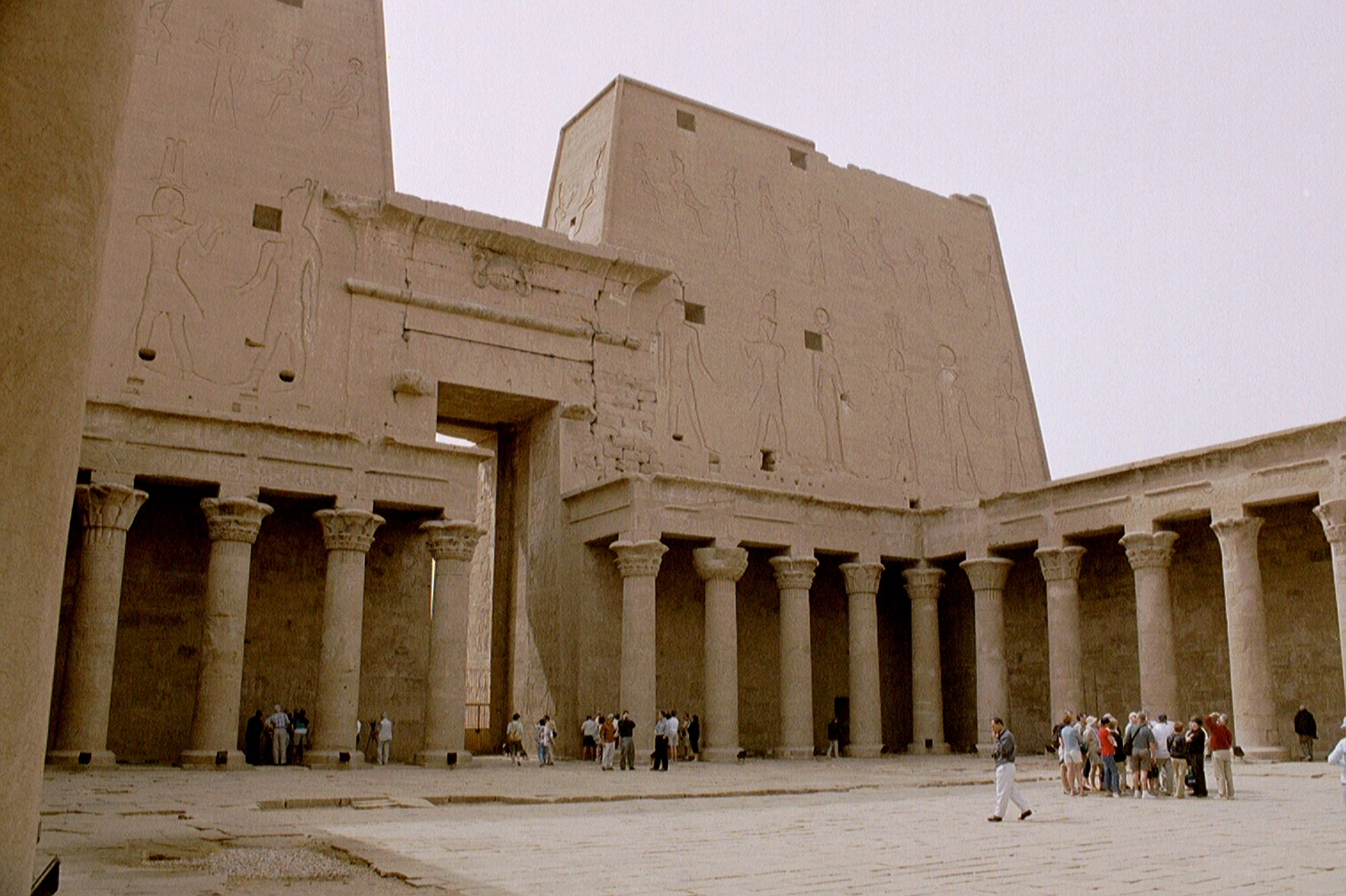
Vista interna de los pilonos de Edfu.
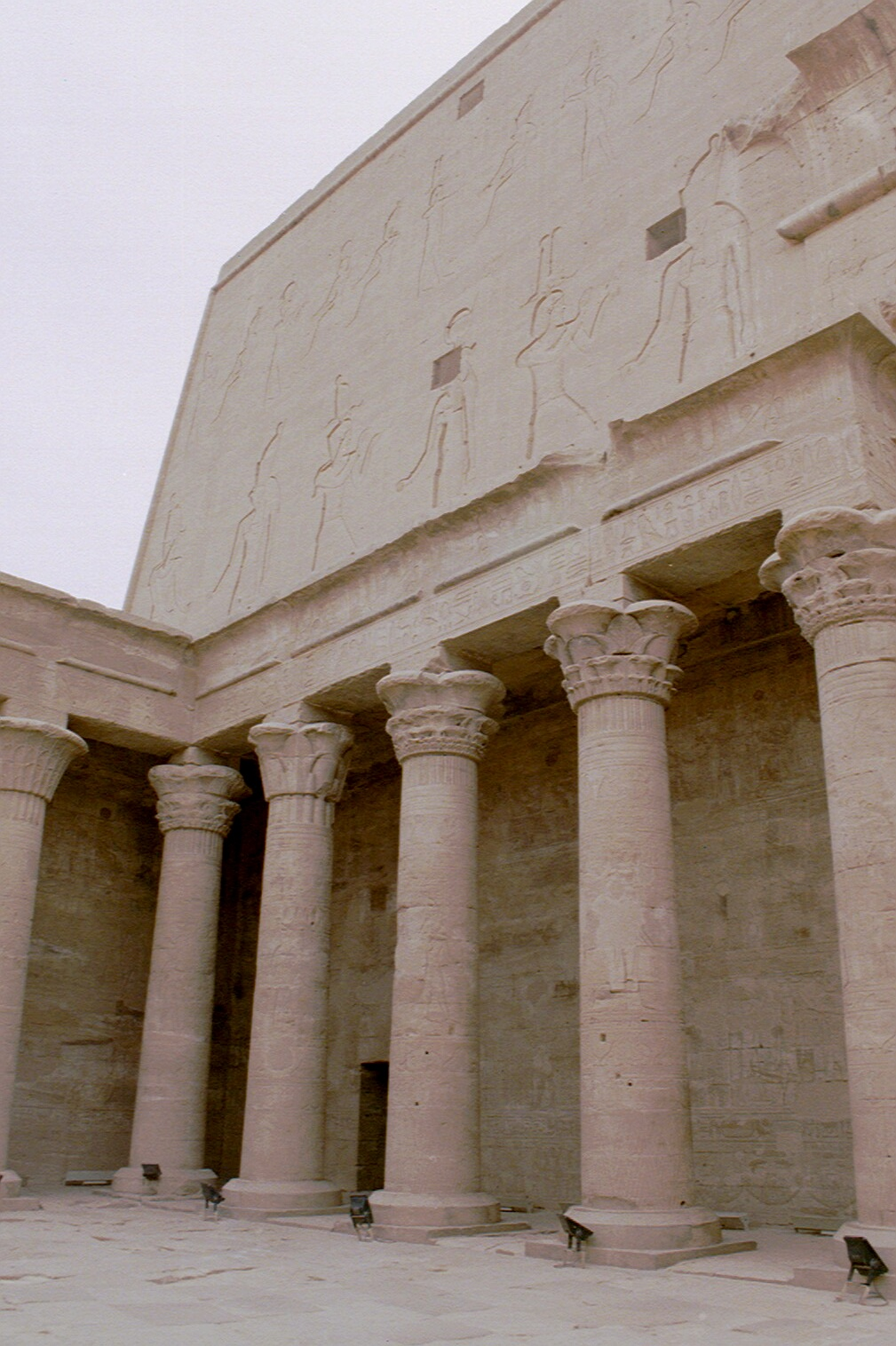
Columnas del patio del Templo de Edfu.
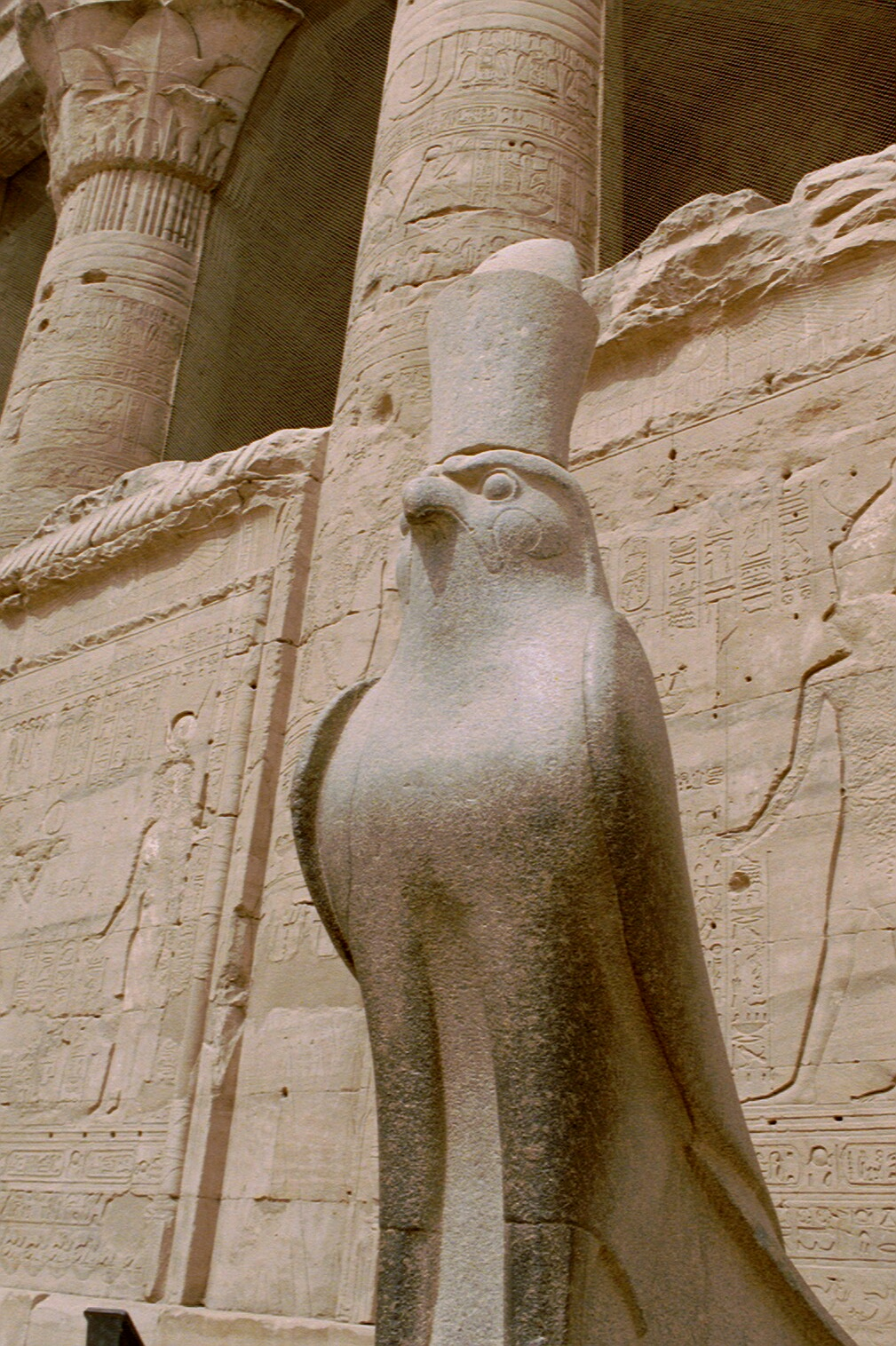
Horus en la entrada del patio grande.
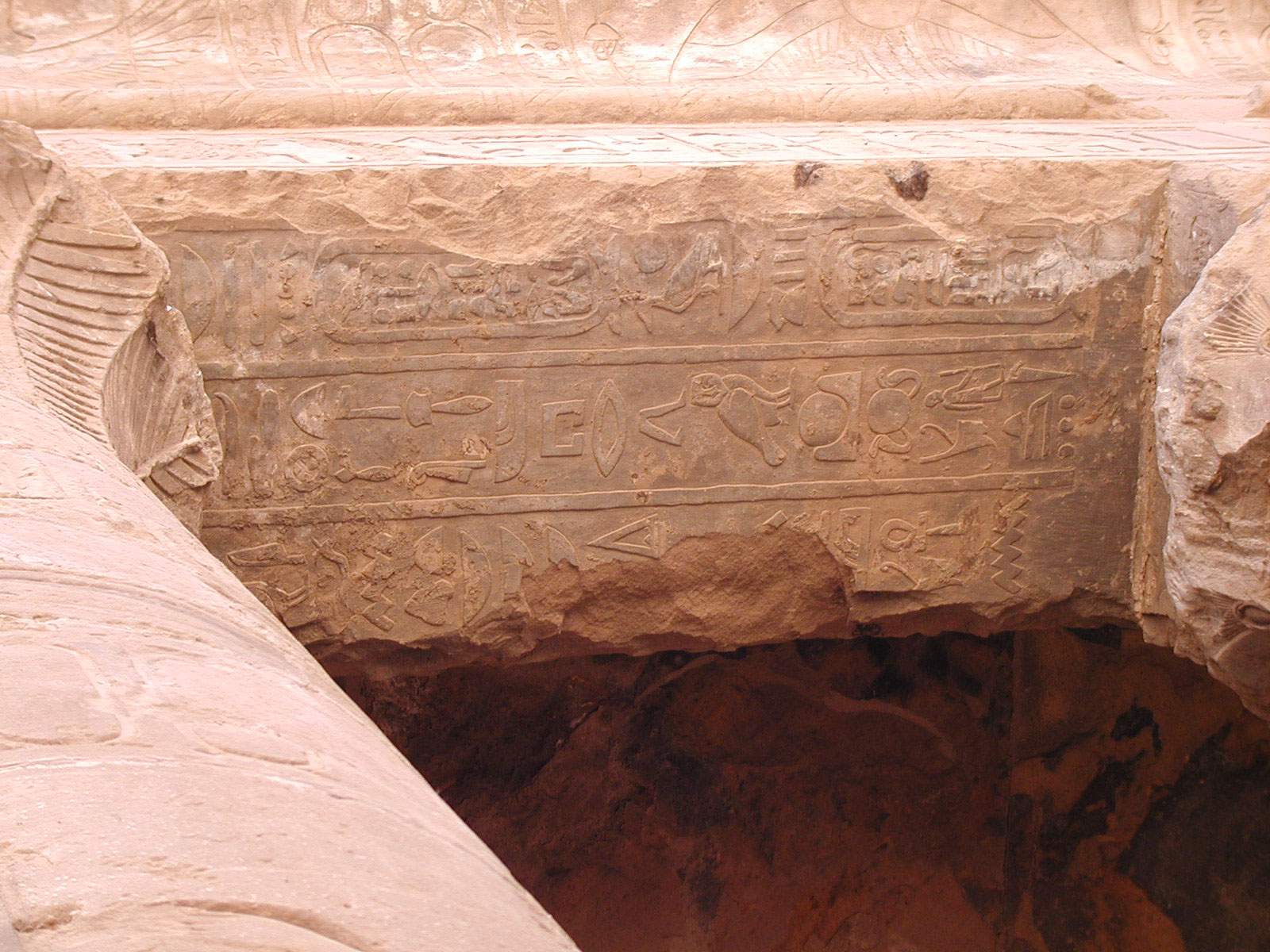
Detalle en la entrada del Templo de Edfu.
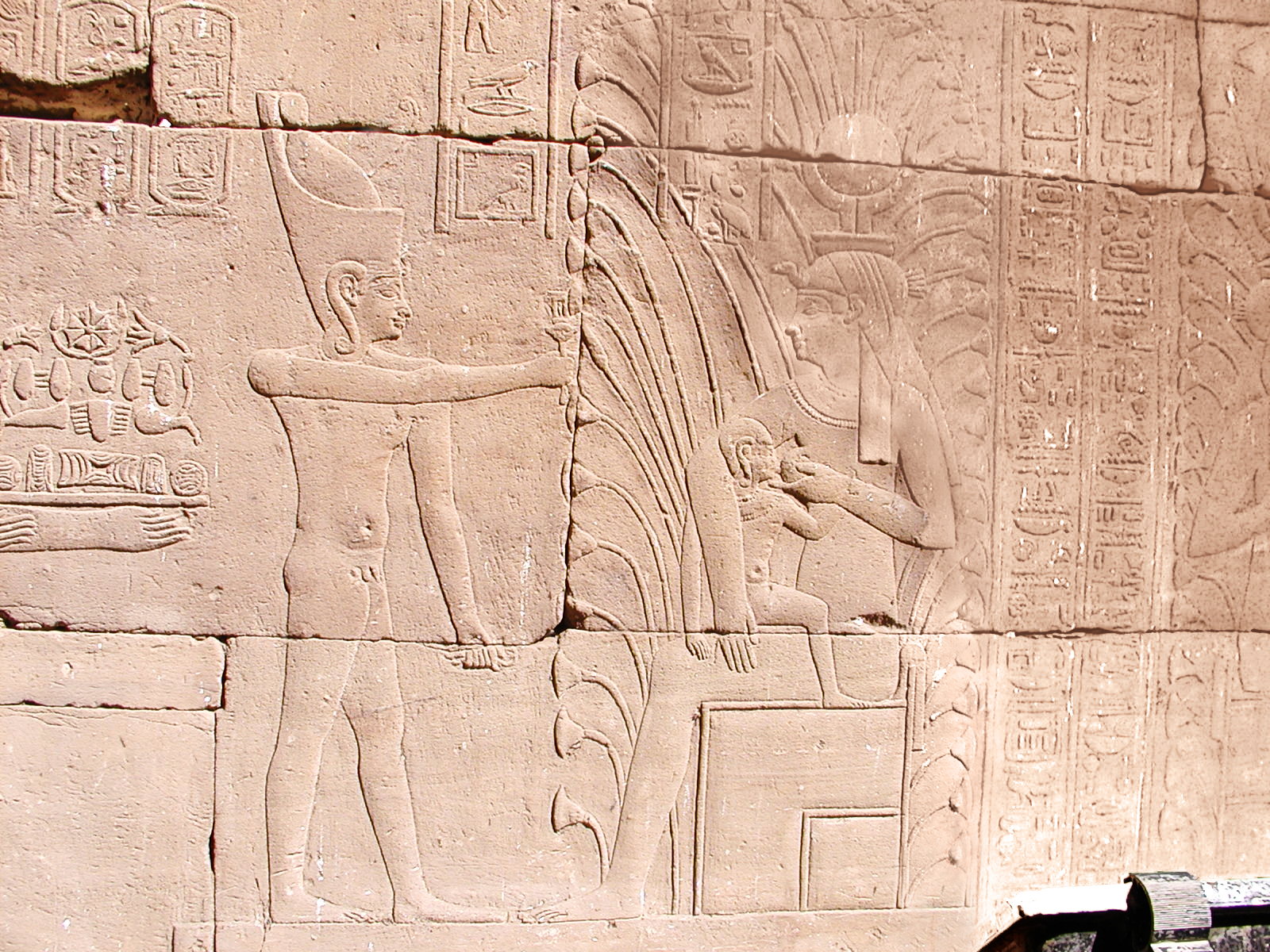
Escena de dar el pecho en los muros del Templo.
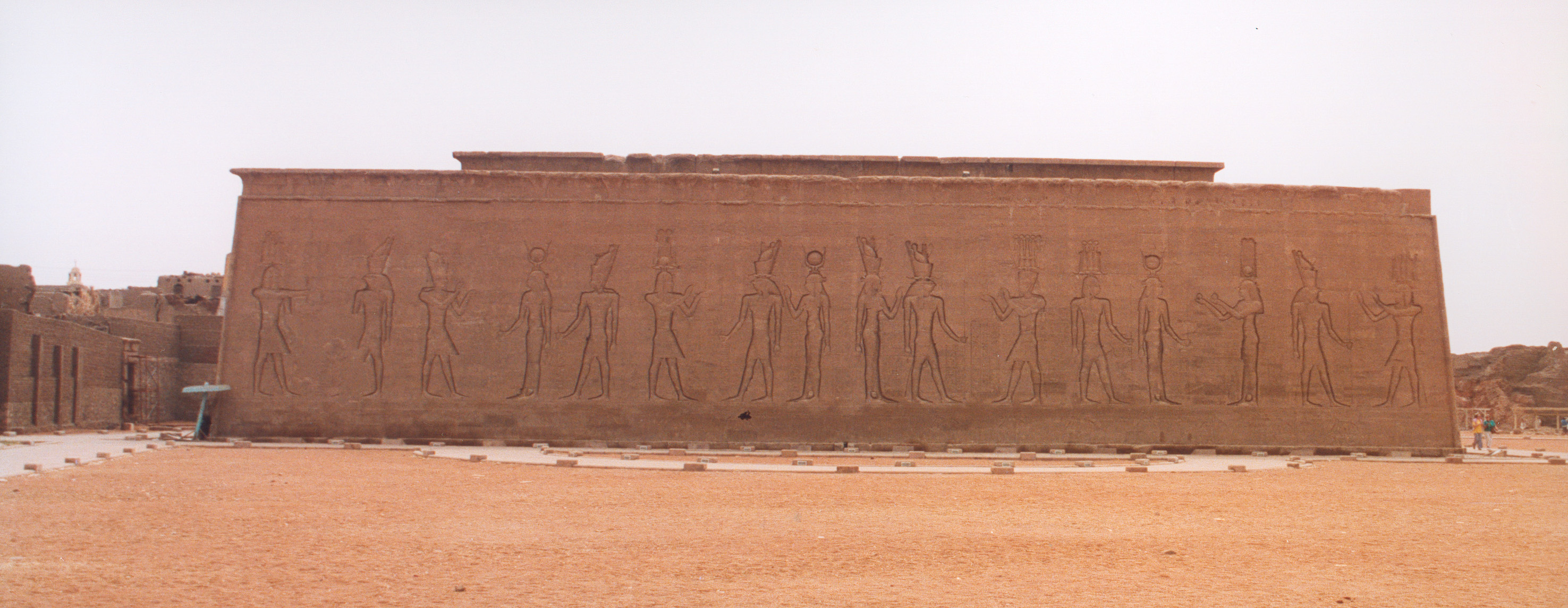
La parte trasera del Templo de Edfu.